# Hel·lanòdica
Hel·lanòdica (plural hel·lanòdiques) o hel·lanodice (plural hel·lanodices) era el nom de cadascun dels jutges esportius en els Jocs Olímpics de l'antiguitat. El nom en grec antic era Ἑλλανοδίκης (plural Ἑλλανοδίκαι), i en llatí Hellanodica (plural Hellanodicae).
El nom deriva probablement d'Hel·lens, ja que els jocs olímpics eren molt populars en les poblacions que vivien a l'antiga Grècia. El concepte ja s'usava a l'època de Licurg. Inicialment només hi havia dos Hel·lanòdiques, però el seu nombre va créixer fins a incloure dotze persones, tantes com les tribus d'Elis, encara que la majoria de vegades eren deu els que supervisaven els Jocs.
Inicialment van ser càrrecs hereditaris, però aviat van passar a ser electes i la seva responsabilitat durava quatre anys. Prestaven jurament, ja que eren jutges i el seu paper a les olimpíades no era exclusivament lúdic. Anaven a viure a l'Hel·lanodiceu d'Elis ("Palau dels Hel·lanòdiques"), deu mesos abans de l'inici dels Jocs per organitzar-los. Portaven una roba especial, unes túniques morades i corones de llorer. Feien entrega dels premis als guanyadors de les diverses competicions i coronaven l'atleta guanyador d'una determinada disciplina, amb garlandes o corones d'oliver silvestre (κότινος “cotinos”), tallades per un nen que no fos orfe amb una falç daurada que col·locaven en una taula d'ivori al temple d'Hera.
Uns dies abans de començar els Jocs, es traslladaven, amb els atletes, d'Elis a Olímpia. Quan s'iniciaven les olimpíades, comprovaven que els participants fossin grecs, ja que no es permetia la participació d'esclaus, dones nii estrangers, i supervisaven les competicions, castigant els participants que cometien infraccions. Els càstigs podien tenir un caràcter pecuniari, amb multes que es pagaven al temple de Zeus, o bé de caràcter físic, on els infractors eren castigats amb cops i pallisses.
A més a més dels jutges esportius, el mateix nom el portaven uns jutges militars que actuaven a les corts marcials a l'exèrcit d'Esparta, nom que probablement van adoptar quan Esparta estava al capdavant de la Lliga Hel·lènica.